# Leopoldstraße

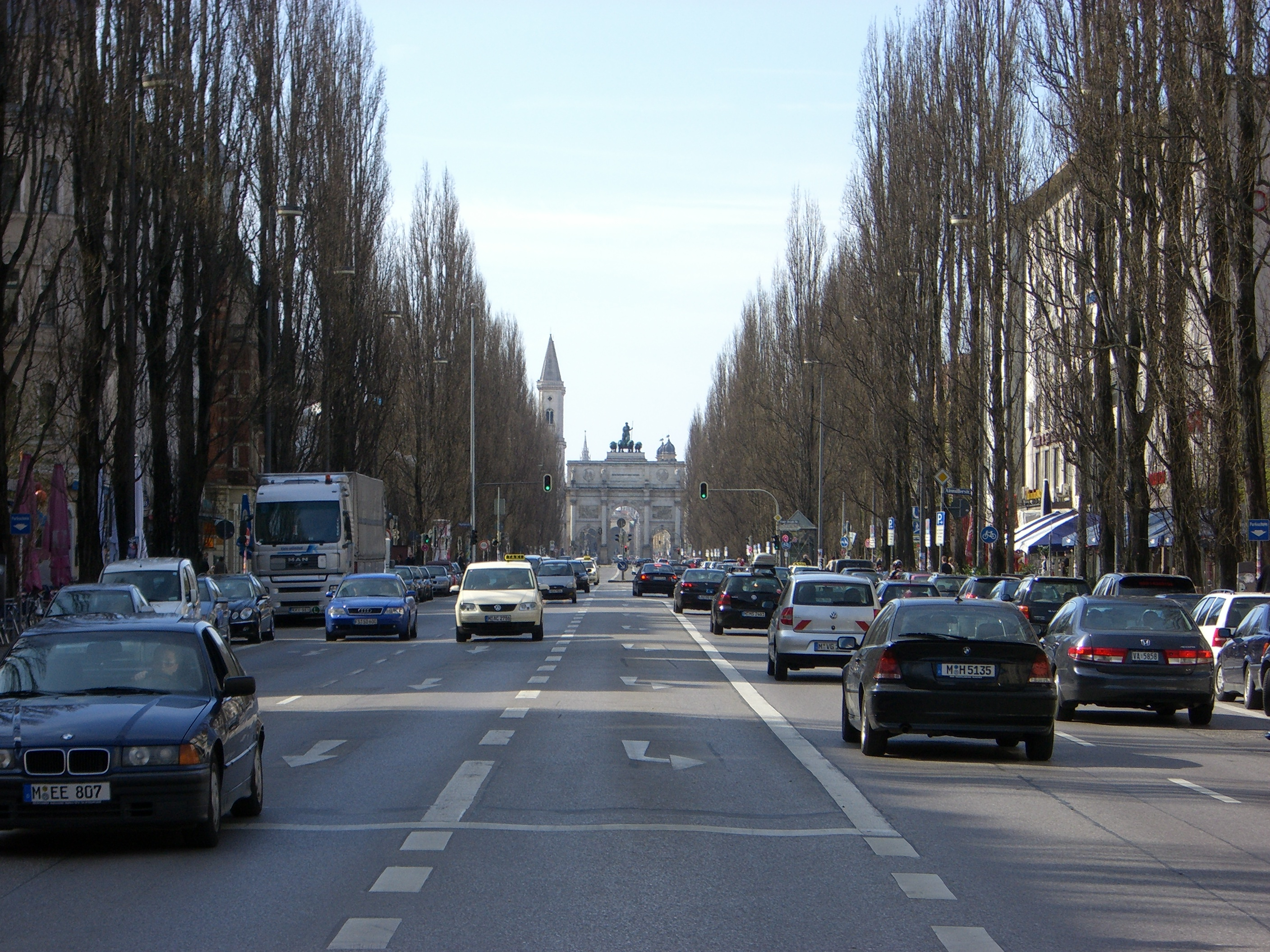
Vers le sud.

Leopoldstraße est l'une des artères principales de Munich, capitale de la Bavière en Allemagne. 

## Situation et accès
Elle délimite les quartiers de Maxvorstadt, Schwabing et Milbertshofen au nord de la Siegestor. 
Elle est également connue sous l'appellation de Schwabinger Weg. La rue d’environ 3,6 km de long en forme de boulevard est bordée des deux côtés de grands arbres et de larges trottoirs et dans la partie sud de nombreux cafés. Bien qu’il s’agisse de l’une des artères les plus importantes de Munich, elle est fermée chaque année en été pour des événements tels que le marathon de Munich et des festivals de rue tels que Corso Leopold, le défilé de la Saint-Patrick ou des blade nights. Après les grands événements sportifs (Championnat d’Europe de football, Coupe du monde ou succès du FC Bayern), elle est souvent occupée par des supporters en fête. 

## Origine du nom
Elle est nommée d’après le prince Léopold de Bavière, le fils du futur prince régent Luitpold de Bavière.

## Historique
Elle a été bâtie en 1891 après l’incorporation de Schwabing à la ville de Munich, 
En 1962, la Leopoldstraße a été le théâtre des émeutes de Schwabing (de).

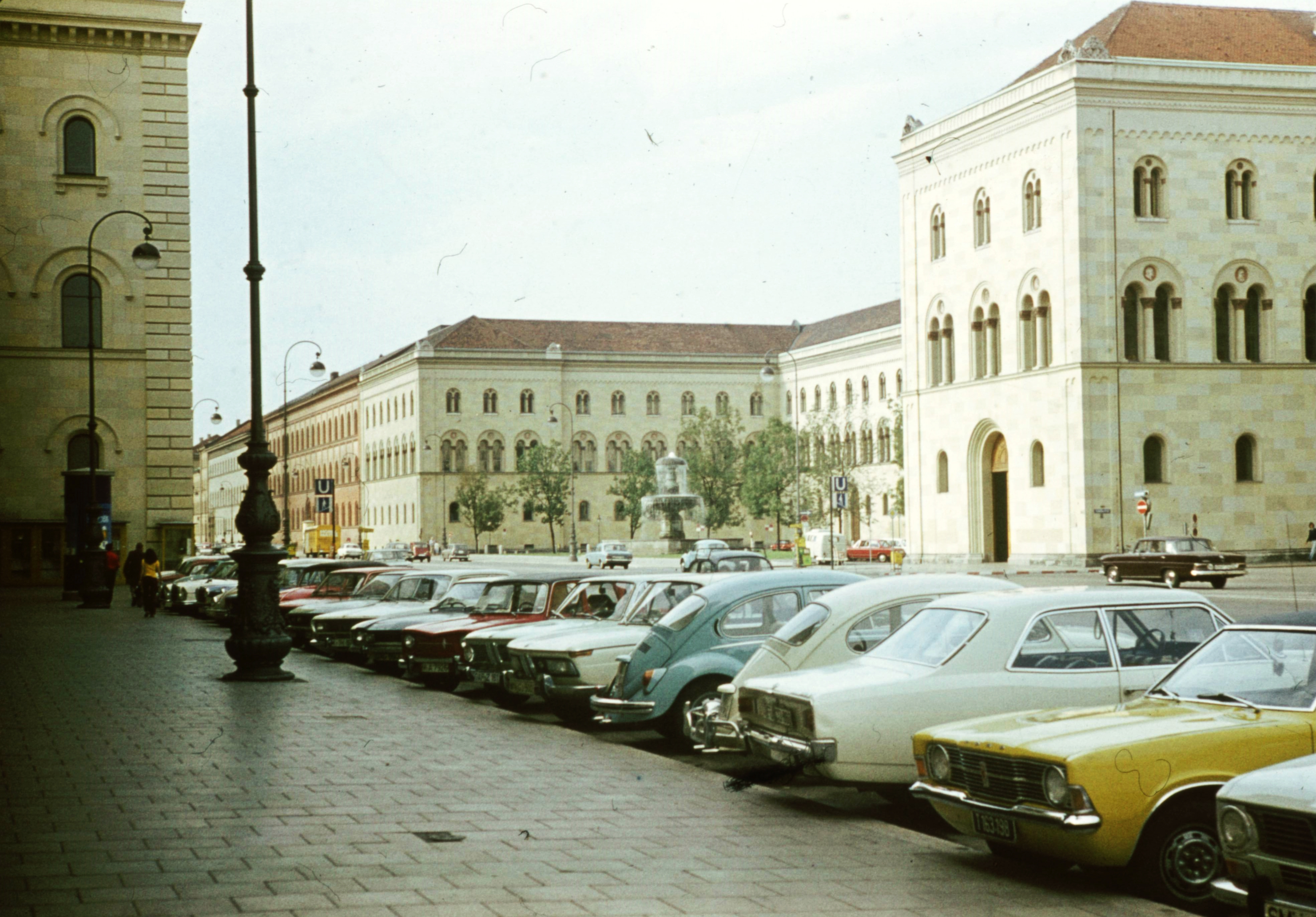
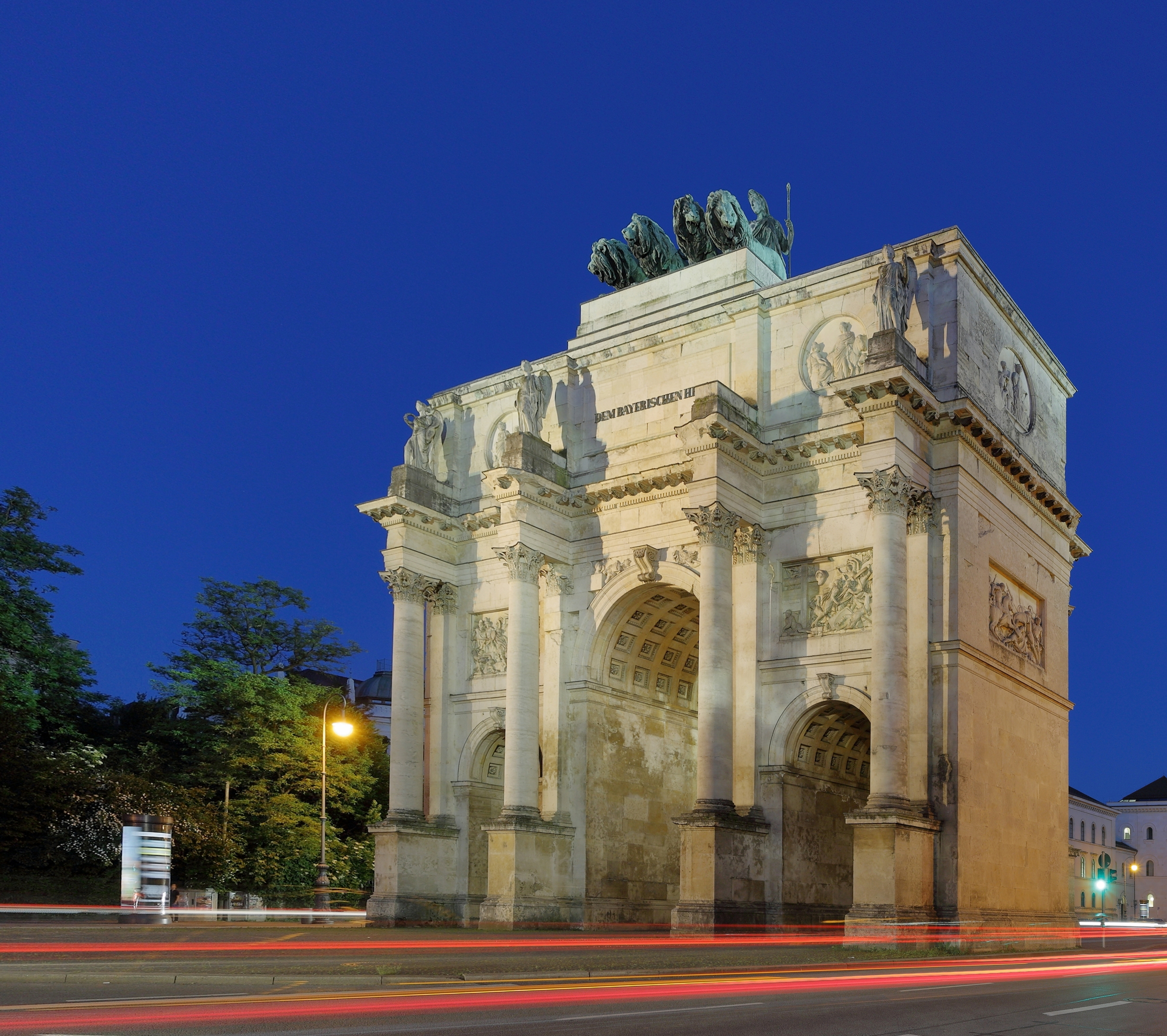
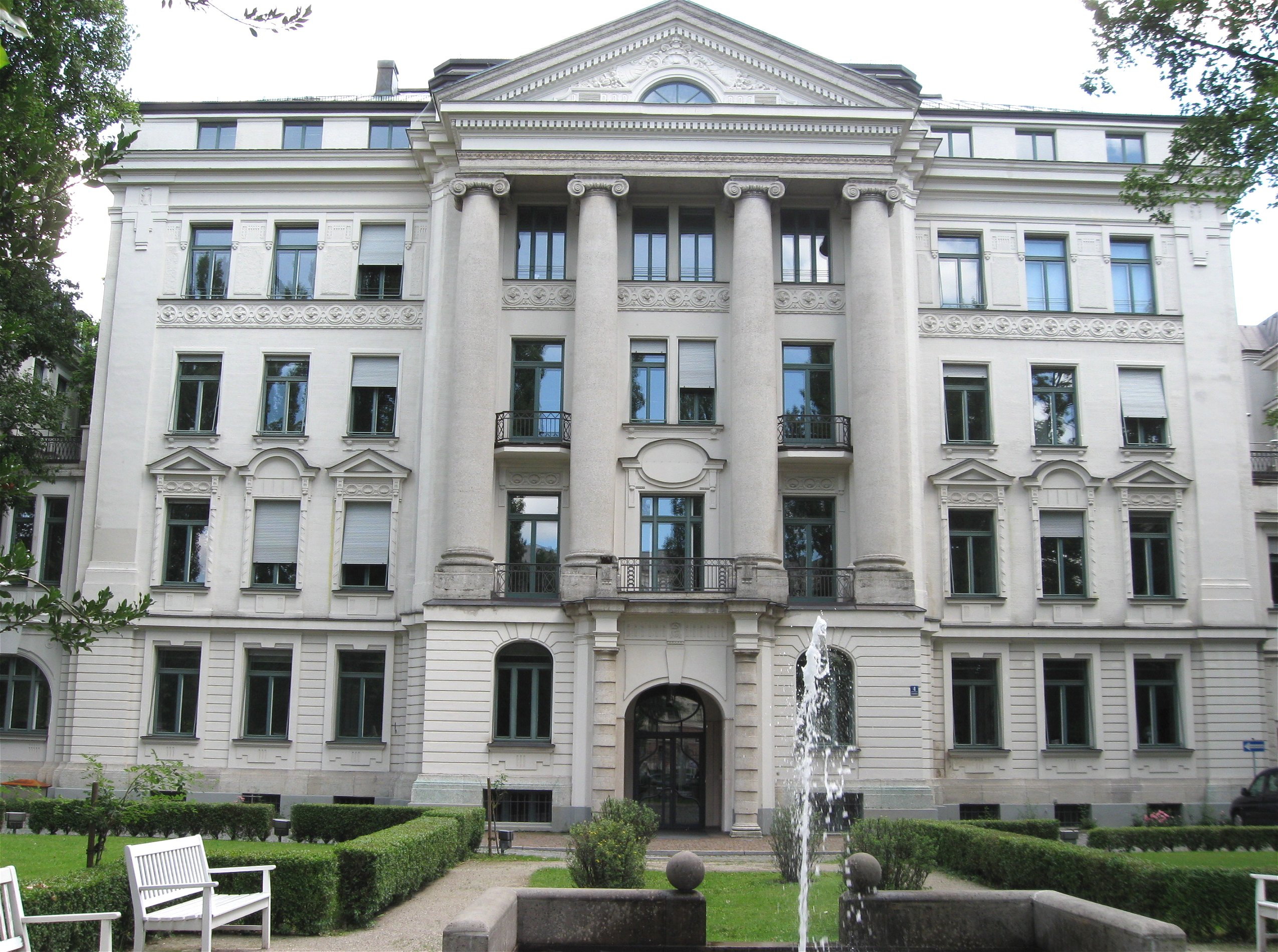
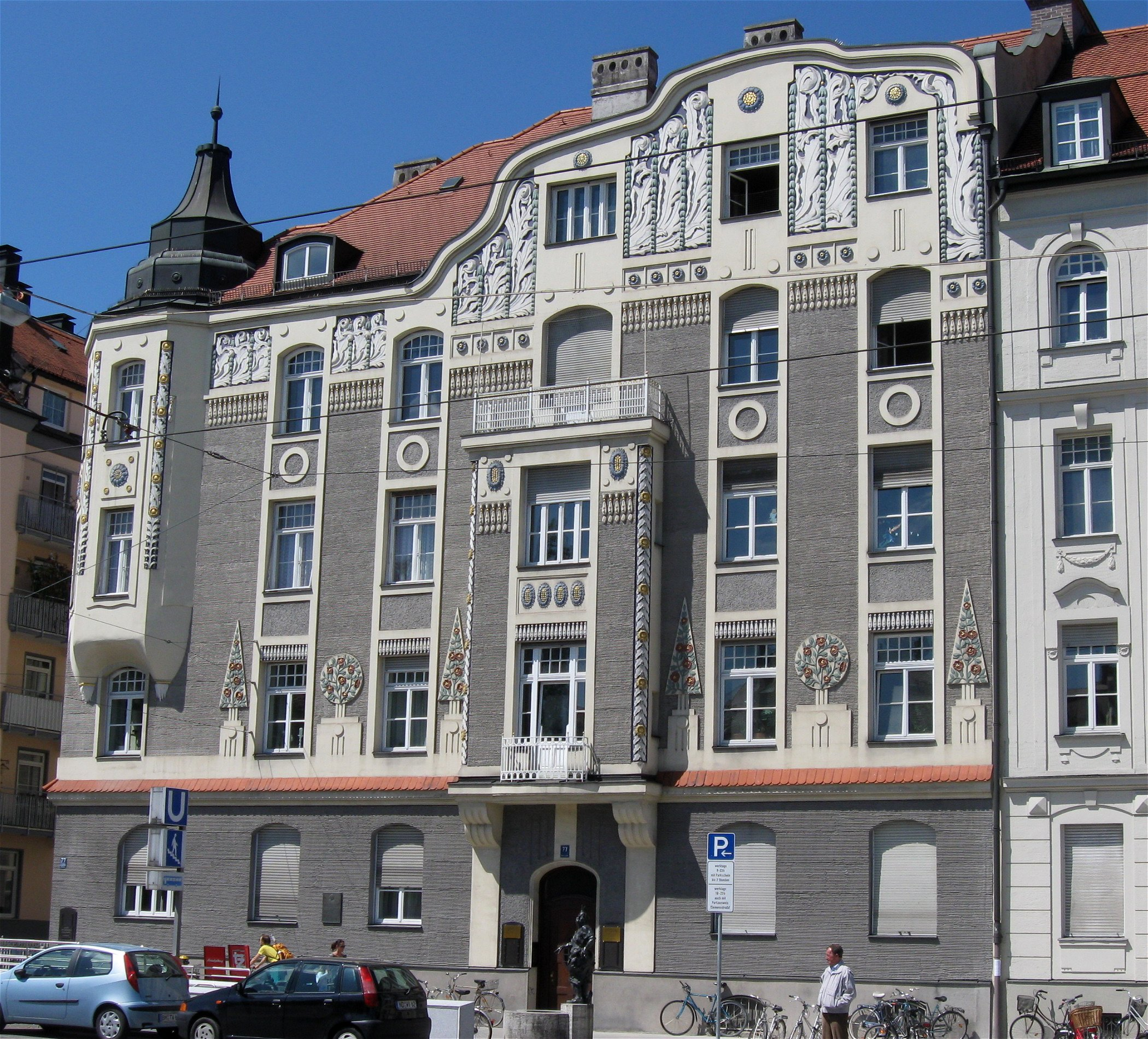
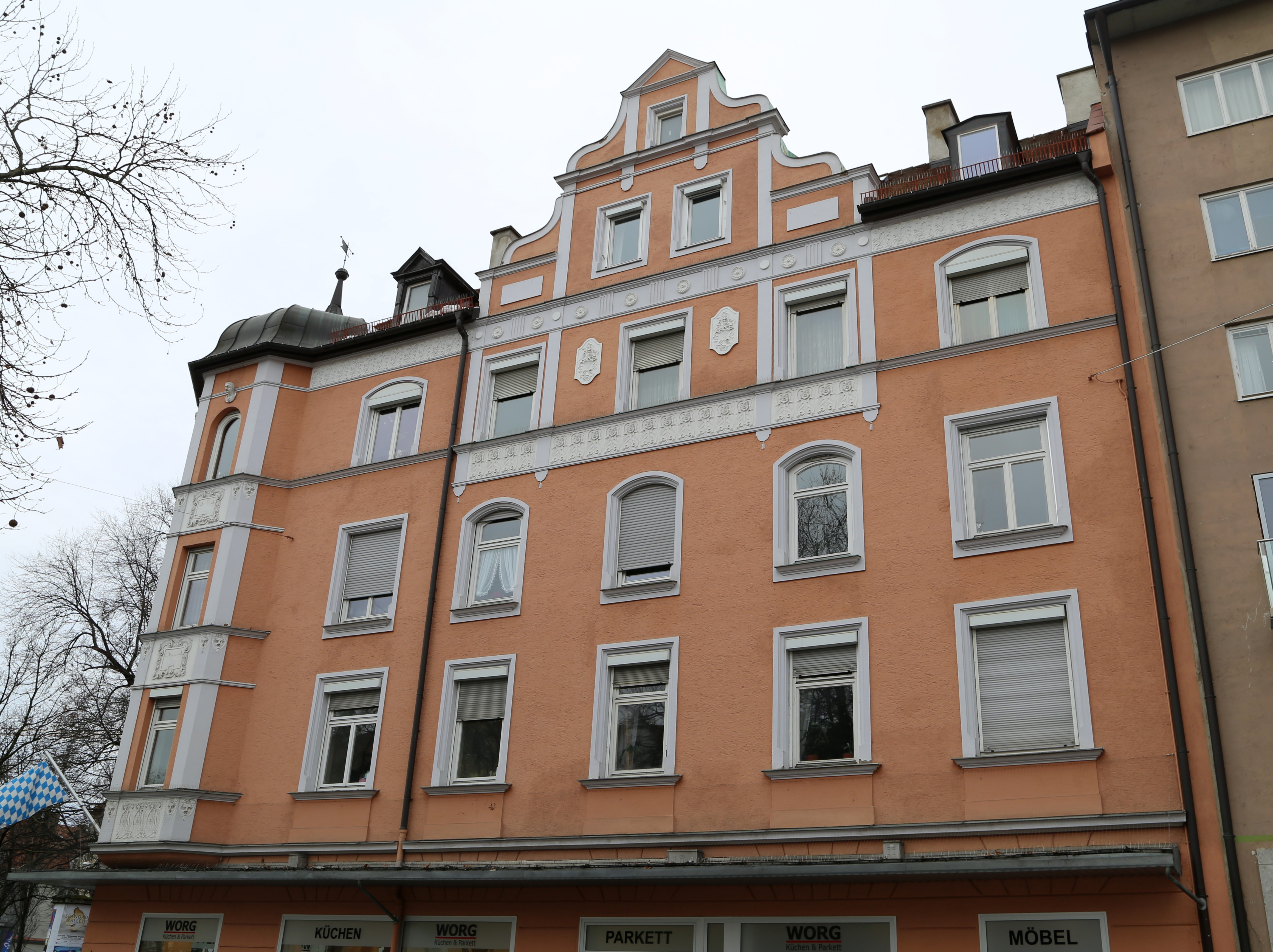